# Gates of Eden
«Gates of Eden» (en español, "Las puertas del Edén") es una canción compuesta por el cantante estadounidense Bob Dylan. Fue incluida en el álbum Bringing It All Back Home, editado el 22 de marzo de 1965.
Es considerada una de las canciones más surrealistas de Dylan, junto a It's Alright, Ma (I'm Only Bleeding) y Mr. Tambourine Man (ambas del álbum Bringing It All Back Home).